# Équipe d'Angleterre de football au Championnat d'Europe 2016
Cet article relate le parcours de l’équipe d'Angleterre de football lors du Championnat d'Europe de football 2016 organisé en France du 10 juin au 10 juillet 2016.
L'Angleterre s'est qualifiée pour l'Euro 2016 en terminant 1re de son groupe au détriment de la Suisse et de la Slovénie.
Mise à part le qualifié d'office, l'Angleterre est la première à se qualifier.
Elle se trouve dans le Groupe B avec le pays de Galles, la Russie et la Slovaquie dont elle se sort assez difficilement. L'équipe est éliminée dès les huitièmes de finale par l'Islande deux buts à un à la surprise générale. Cela amène le sélectionneur Roy Hodgson à démissionner de son poste quelques minutes après le match.

## Effectif
Le 16 mai 2016, le sélectionneur de l'Angleterre Roy Hodgson dévoile sa liste de 26 joueurs pré-sélectionnés pour participer à l'Euro. Parmi les absences notables, on peut noter celle du gardien de Stoke City Jack Butland à la suite d'une blessure à une cheville lors d'un match amical contre l'Allemagne, celle d'Alex Oxlade-Chamberlain, blessé en Ligue des champions contre le FC Barcelone en février, et celle de Danny Welbeck opéré à un genou. À noter aussi que Theo Walcott n'est pas sélectionné.
Il s'agit de la seule équipe de la compétition à ne présenter que des joueurs locaux.
| Numéro / Nom       | Numéro / Nom            | Club              | Date de naissance | J.              |                 |                 |                 |                 |
| Gardiens de but    | Gardiens de but         | Gardiens de but   | Gardiens de but   | Gardiens de but | Gardiens de but | Gardiens de but | Gardiens de but | Gardiens de but |
| ------------------ | ----------------------- | ----------------- | ----------------- | --------------- | --------------- | --------------- | --------------- | --------------- |
|                    | 1 Joe Hart              | Manchester City   | 19.04.1987        | 3               | 0               | 0               | 0               | 0               |
|                    | 13 Fraser Forster       | Southampton       | 17.03.1988        | 0               | 0               | 0               | 0               | 0               |
|                    | 23 Tom Heaton           | Burnley           | 15.04.1986        | 0               | 0               | 0               | 0               | 0               |
| Défenseurs         |                         |                   |                   |                 |                 |                 |                 |                 |
|                    | 2 Kyle Walker           | Tottenham Hotspur | 28.05.1990        | 2               | 0               | 0               | 0               | 0               |
|                    | 3 Danny Rose            | Tottenham Hotspur | 02.07.1990        | 2               | 0               | 0               | 0               | 0               |
|                    | 5 Gary Cahill           | Chelsea FC        | 19.12.1985        | 3               | 0               | 1               | 0               | 0               |
|                    | 6 Chris Smalling        | Manchester United | 22.11.1989        | 3               | 0               | 0               | 0               | 0               |
|                    | 12 Nathaniel Clyne      | Liverpool FC      | 05.04.1991        | 1               | 0               | 0               | 0               | 0               |
|                    | 16 John Stones          | Everton           | 28.05.1994        | 0               | 0               | 0               | 0               | 0               |
|                    | 21 Ryan Bertrand        | Southampton       | 05.08.1989        | 1               | 0               | 1               | 0               | 0               |
| Milieux de terrain |                         |                   |                   |                 |                 |                 |                 |                 |
|                    | 4 James Milner          | Liverpool         | 04.01.1986        | 1               | 0               | 0               | 0               | 0               |
|                    | 7 Raheem Sterling       | Manchester City   | 08.12.1994        | 2               | 0               | 0               | 0               | 0               |
|                    | 8 Adam Lallana          | Liverpool         | 10.05.1988        | 3               | 0               | 0               | 0               | 0               |
|                    | 14 Jordan Henderson     | Liverpool         | 17.06.1990        | 1               | 0               | 0               | 0               | 0               |
|                    | 17 Eric Dier            | Tottenham Hotspur | 15.01.1994        | 3               | 1               | 0               | 0               | 0               |
|                    | 18 Jack Wilshere        | Arsenal           | 01.01.1992        | 2               | 0               | 0               | 0               | 0               |
|                    | 19 Ross Barkley         | Everton           | 05.12.1993        | 0               | 0               | 0               | 0               | 0               |
|                    | 20 Dele Alli            | Tottenham Hotspur | 11.04.1996        | 3               | 0               | 0               | 0               | 0               |
| Attaquants         |                         |                   |                   |                 |                 |                 |                 |                 |
|                    | 9 Harry Kane            | Tottenham Hotspur | 28.07.1993        | 3               | 0               | 0               | 0               | 0               |
|                    | 10 Wayne Rooney         | Manchester United | 24.10.1985        | 3               | 0               | 0               | 0               | 0               |
|                    | 11 Jamie Vardy          | Leicester City    | 11.01.1987        | 2               | 1               | 0               | 0               | 0               |
|                    | 15 Daniel Sturridge     | Liverpool         | 01.09.1989        | 2               | 1               | 0               | 0               | 0               |
|                    | 22 Marcus Rashford      | Manchester United | 31.10.1997        | 1               | 0               | 0               | 0               | 0               |
| Sélectionneur      |                         |                   |                   |                 |                 |                 |                 |                 |
|                    | Roy Hodgson             |                   | 09.08.1947        |                 |                 |                 |                 |                 |
| Réserve            |                         |                   |                   |                 |                 |                 |                 |                 |
|                    | Fabian Delph            | Manchester City   | 21.11.1989        |                 |                 |                 |                 |                 |
|                    | Danny Drinkwater        | Leicester City    | 05.03.1990        |                 |                 |                 |                 |                 |
|                    | Andros Townsend         | Newcastle United  | 16.07.1991        |                 |                 |                 |                 |                 |
| Blessés            |                         |                   |                   |                 |                 |                 |                 |                 |
|                    | Jack Butland            | Stoke City        | 10.03.1993        |                 |                 |                 |                 |                 |
|                    | Luke Shaw               | Manchester United | 12.07.1995        |                 |                 |                 |                 |                 |
|                    | Alex Oxlade-Chamberlain | Arsenal           | 15.08.1993        |                 |                 |                 |                 |                 |
|                    | Danny Welbeck           | Arsenal           | 26.11.1990        |                 |                 |                 |                 |                 |

## Encadrement

Logo de l'Euro 2016.

### Sélectionneur
- Roy Hodgson

### Entraîneur adjoints
- Ray Lewington, entraîneur adjoint
- Gary Neville, entraîneur
- Ray Clemence, entraîneur des gardiens
- Dave Watson, entraîneur adjoint des gardiens

## Qualifications

### Groupe E
| Rang | Équipe      | Pts | J  | G  | N | P | Bp | Bc | Diff |  | Résultats (▼ dom., ► ext.) |     |     |     |     |     |     |
| ---- | ----------- | --- | -- | -- | - | - | -- | -- | ---- |  | -------------------------- | --- | --- | --- | --- | --- | --- |
| 1    | Angleterre  | 30  | 10 | 10 | 0 | 0 | 31 | 3  | +28  |  | Angleterre                 |     | 2-0 | 3-1 | 2-0 | 4-0 | 5-0 |
| 2    | Suisse      | 21  | 10 | 7  | 0 | 3 | 24 | 8  | +16  |  | Suisse                     | 0-2 |     | 3-2 | 3-0 | 4-0 | 7-0 |
| 3    | Slovénie    | 16  | 10 | 5  | 1 | 4 | 18 | 11 | +7   |  | Slovénie                   | 2-3 | 1-0 |     | 1-0 | 1-1 | 6-0 |
| 4    | Estonie     | 10  | 10 | 3  | 1 | 6 | 4  | 9  | -5   |  | Estonie                    | 0-1 | 0-1 | 1-0 |     | 1-0 | 2-0 |
| 5    | Lituanie    | 10  | 10 | 3  | 1 | 6 | 7  | 18 | -11  |  | Lituanie                   | 0-3 | 1-2 | 0-2 | 1-0 |     | 2-1 |
| 6    | Saint-Marin | 1   | 10 | 0  | 1 | 9 | 1  | 36 | -35  |  | Saint-Marin                | 0-6 | 0-4 | 0-1 | 0-0 | 0-2 |     |

## Matchs de préparation
| Match de préparation 1 | Angleterre          | 2 - 1 | Turquie        | Etihad Stadium, Manchester |                           |
| 22 mai 2016            | Kane 3e · Vardy 83e |       | Çalhanoğlu 13e | Arbitrage : Deniz Aytekin  | Arbitrage : Deniz Aytekin |
| 22 mai 2016            | Rapport             |       |                | Arbitrage : Deniz Aytekin  | Arbitrage : Deniz Aytekin |

| Match de préparation 2 | Angleterre               | 2 - 1 | Australie      | Stadium of Light, Sunderland |                            |
| 27 mai 2016            | Rashford 3e · Rooney 55e |       | Dier 75e (csc) | Arbitrage : Danny Makkelie   | Arbitrage : Danny Makkelie |
| 27 mai 2016            | Rapport                  |       |                | Arbitrage : Danny Makkelie   | Arbitrage : Danny Makkelie |

| Match de préparation 3 | Angleterre   | 1 - 0 | Portugal | Stade de Wembley, Londres |  |
| 2 juin 2016            | Smalling 86e |       |          |                           |  |
| 2 juin 2016            | Rapport      |       |          |                           |  |

## Phase finale

### Premier tour

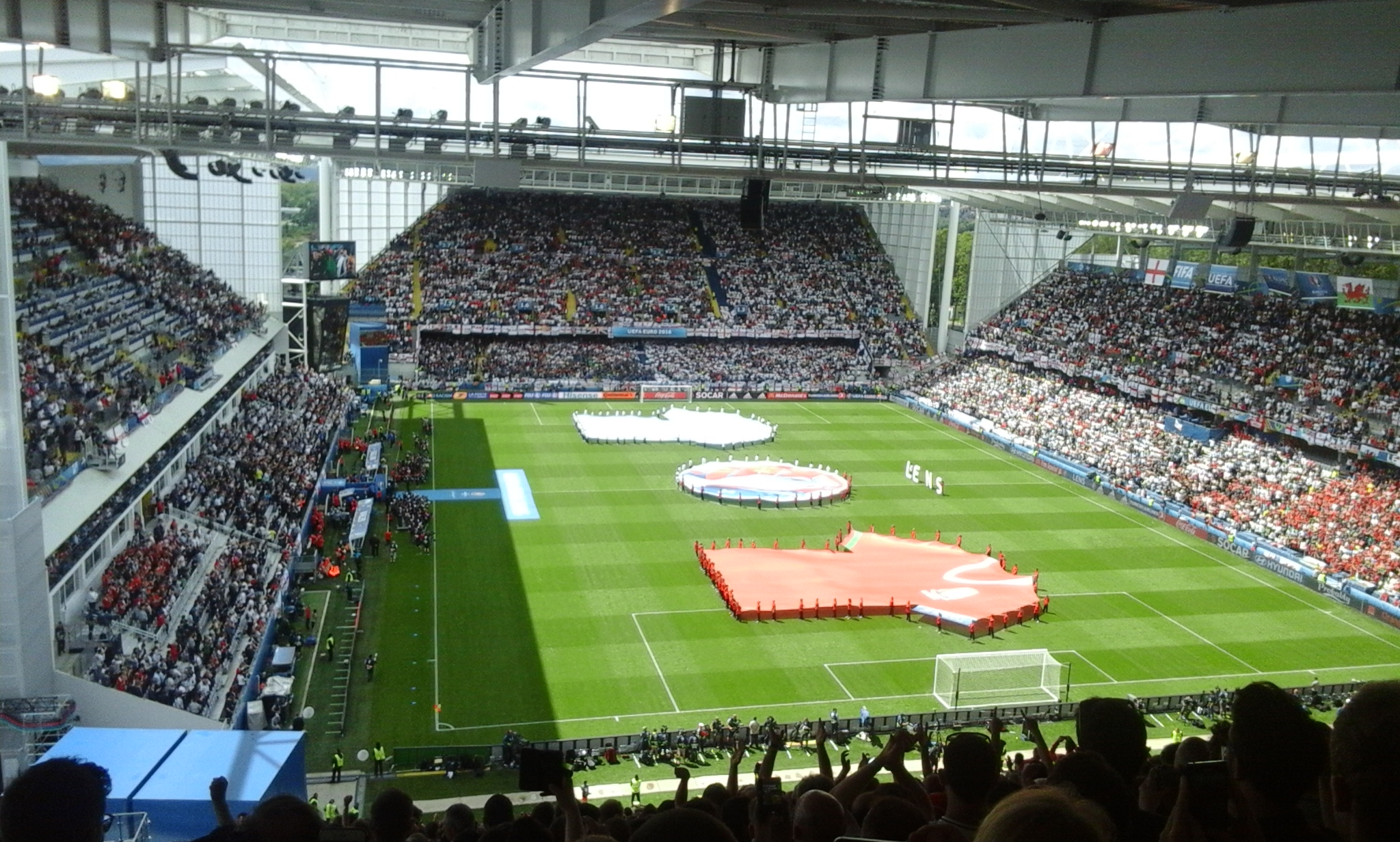
Avant-match Angleterre-pays de Galles, le 16 juin à Lens.

L'Angleterre se trouve dans le groupe B avec la Russie, le pays de Galles et la Slovaquie. Elle termine deuxième du groupe avec 5 points.
| Rang | Équipe         | Pts | J | G | N | P | Bp | Bc | Diff |
| ---- | -------------- | --- | - | - | - | - | -- | -- | ---- |
| 1    | Pays de Galles | 6   | 3 | 2 | 0 | 1 | 6  | 3  | +3   |
| 2    | Angleterre     | 5   | 3 | 1 | 2 | 0 | 3  | 2  | +1   |
| 3    | Slovaquie      | 4   | 3 | 1 | 0 | 1 | 3  | 3  | 0    |
| 4    | Russie         | 1   | 3 | 0 | 1 | 1 | 2  | 6  | -4   |

     Équipes directement qualifiées ;      Équipe qualifiée en tant que meilleure 3e ; Pts : points ; J : matchs joués ; G : matchs gagnés ; N : matchs nuls ; P : matchs perdus ;

Bp : buts pour ; Bc : buts contre ; Diff : différence de buts.

#### Angleterre - Russie
| Match 4                                              | Angleterre | 1 - 1   | Russie               | Stade Vélodrome, Marseille                      |                                                 |
| 11 juin 2016 · 21 h CEST · Historique des rencontres | Dier 73e   | (0 - 0) | 90+2e V. Bérézoutski | Spectateurs : 62 343 Arbitrage : Nicola Rizzoli | Spectateurs : 62 343 Arbitrage : Nicola Rizzoli |
| 11 juin 2016 · 21 h CEST · Historique des rencontres | Rapport    |         |                      | Spectateurs : 62 343 Arbitrage : Nicola Rizzoli | Spectateurs : 62 343 Arbitrage : Nicola Rizzoli |

| Angleterre | Russie |

| Angleterre :    |    |                 |  |     |     |
|                 |    |                 |  |     |     |
| Gardien de but  | 1  | Joe Hart        |  |     |     |
|                 | 2  | Kyle Walker     |  |     |     |
|                 | 3  | Danny Rose      |  |     |     |
|                 | 5  | Gary Cahill     |  | 62e |     |
|                 | 6  | Chris Smalling  |  |     |     |
|                 | 7  | Raheem Sterling |  |     | 87e |
|                 | 8  | Adam Lallana    |  |     |     |
|                 | 9  | Harry Kane      |  |     |     |
|                 | 10 | Wayne Rooney    |  |     | 78e |
|                 | 17 | Eric Dier       |  |     |     |
|                 | 20 | Dele Alli       |  |     |     |
| Remplaçants :   |    |                 |  |     |     |
|                 | 18 | Jack Wilshere   |  |     | 78e |
|                 | 4  | James Milner    |  |     | 87e |
| Sélectionneur : |    |                 |  |     |     |
| Roy Hodgson     |    |                 |  |     |     |

| Russie :        |    |                      |  |     |     |
|                 |    |                      |  |     |     |
| Gardien de but  | 1  | Igor Akinfeïev       |  |     |     |
|                 | 3  | Igor Smolnikov       |  |     |     |
|                 | 4  | Sergueï Ignachevitch |  |     |     |
|                 | 5  | Roman Neustädter     |  |     | 80e |
|                 | 9  | Aleksandr Kokorin    |  |     |     |
|                 | 10 | Fyodor Smolov        |  |     | 85e |
|                 | 13 | Aleksandr Golovin    |  |     | 77e |
|                 | 14 | Vassili Bérézoutski  |  |     |     |
|                 | 17 | Oleg Chatov          |  |     |     |
|                 | 21 | Georgi Schennikov    |  | 72e |     |
|                 | 22 | Artyom Dziouba       |  |     |     |
| Remplaçants :   |    |                      |  |     |     |
|                 | 15 | Roman Chirokov       |  |     | 77e |
|                 | 8  | Denis Glouchakov     |  |     | 80e |
|                 | 11 | Pavel Mamaev         |  |     | 85e |
| Sélectionneur : |    |                      |  |     |     |
| Leonid Sloutski |    |                      |  |     |     |

| Assistants : Elenito Di Liberatore Mauro Tonolini Quatrième arbitre : Anastásios Sidirópoulos Arbitres assistants additionnels : Daniele Orsato Antonio Damato Homme du match : Eric Dier |

#### Angleterre - pays de Galles
| Match 16                                             | Angleterre                               | 2 - 1   | Pays de Galles | Stade Bollaert-Delelis, Lens                 |                                              |
| 16 juin 2016 · 15 h CEST · Historique des rencontres | Vardy 56e · ( Dele Alli) Sturridge 90+2e | (0 - 1) | 42e Bale       | Spectateurs : 34 033 Arbitrage : Felix Brych | Spectateurs : 34 033 Arbitrage : Felix Brych |
| 16 juin 2016 · 15 h CEST · Historique des rencontres | Rapport                                  |         |                | Spectateurs : 34 033 Arbitrage : Felix Brych | Spectateurs : 34 033 Arbitrage : Felix Brych |

| Angleterre | Pays de Galles |

| Angleterre :    |    |                  |     |
|                 |    |                  |     |
| Gardien de but  | 1  | Joe Hart         |     |
|                 | 2  | Kyle Walker      |     |
|                 | 3  | Danny Rose       |     |
|                 | 5  | Gary Cahill      |     |
|                 | 6  | Chris Smalling   |     |
|                 | 7  | Raheem Sterling  | 46e |
|                 | 8  | Adam Lallana     | 73e |
|                 | 9  | Harry Kane       | 46e |
|                 | 10 | Wayne Rooney     |     |
|                 | 17 | Eric Dier        |     |
|                 | 20 | Dele Alli        |     |
| Remplaçants :   |    |                  |     |
|                 | 15 | Daniel Sturridge | 46e |
|                 | 11 | Jamie Vardy      | 46e |
|                 | 22 | Marcus Rashford  | 73e |
| Sélectionneur : |    |                  |     |
| Roy Hodgson     |    |                  |     |

| Pays de Galles : |    |                   |     |     |
|                  |    |                   |     |     |
| Gardien de but   | 1  | Wayne Hennessey   |     |     |
|                  | 2  | Chris Gunter      |     |     |
|                  | 3  | Neil Taylor       |     |     |
|                  | 4  | Ben Davies        | 61e |     |
|                  | 5  | James Chester     |     |     |
|                  | 6  | Ashley Williams   |     |     |
|                  | 7  | Joe Allen         |     |     |
|                  | 9  | Hal Robson-Kanu   |     | 72e |
|                  | 10 | Aaron Ramsey      |     |     |
|                  | 11 | Gareth Bale       |     |     |
|                  | 16 | Joe Ledley        |     | 67e |
| Remplaçants :    |    |                   |     |     |
|                  | 14 | David Edwards     |     | 67e |
|                  | 20 | Jonathan Williams |     | 72e |
| Sélectionneur :  |    |                   |     |     |
| Chris Coleman    |    |                   |     |     |

| Assistants : Mark Borsch Stefan Lupp Quatrième arbitre : Matej Jug Arbitres assistants additionnels : Bastian Dankert Marco Fritz Homme du match : Kyle Walker |

#### Slovaquie - Angleterre
| Match 28                                             | Slovaquie | 0 - 0   | Angleterre | Stade Geoffroy-Guichard, Saint-Étienne                   |                                                          |
| 20 juin 2016 · 21 h CEST · Historique des rencontres |           | (0 - 0) |            | Spectateurs : 39 051 Arbitrage : Carlos Velasco Carballo | Spectateurs : 39 051 Arbitrage : Carlos Velasco Carballo |
| 20 juin 2016 · 21 h CEST · Historique des rencontres | Rapport   |         |            | Spectateurs : 39 051 Arbitrage : Carlos Velasco Carballo | Spectateurs : 39 051 Arbitrage : Carlos Velasco Carballo |

| Slovaquie | Angleterre |

| Slovaquie :     |    |                 |     |     |
|                 |    |                 |     |     |
| Gardien de but  | 23 | Matúš Kozáčik   |     |     |
|                 | 2  | Peter Pekarík   |     |     |
|                 | 3  | Martin Škrtel   |     |     |
|                 | 4  | Ján Ďurica      |     |     |
|                 | 7  | Vladimír Weiss  |     | 78e |
|                 | 8  | Ondrej Duda     |     | 57e |
|                 | 15 | Tomáš Hubočan   |     |     |
|                 | 17 | Marek Hamšík    |     |     |
|                 | 19 | Juraj Kucka     |     |     |
|                 | 20 | Róbert Mak      |     |     |
|                 | 22 | Viktor Pečovský | 24e | 67e |
| Remplaçants :   |    |                 |     |     |
|                 | 18 | Dušan Švento    |     | 57e |
|                 | 5  | Norbert Gyömbér |     | 67e |
|                 | 14 | Milan Škriniar  |     | 78e |
| Sélectionneur : |    |                 |     |     |
| Ján Kozák       |    |                 |     |     |

| Angleterre :    |    |                  |     |     |
|                 |    |                  |     |     |
| Gardien de but  | 1  | Joe Hart         |     |     |
|                 | 5  | Gary Cahill      |     |     |
|                 | 6  | Chris Smalling   |     |     |
|                 | 8  | Adam Lallana     |     | 61e |
|                 | 11 | Jamie Vardy      |     |     |
|                 | 12 | Nathaniel Clyne  |     |     |
|                 | 14 | Jordan Henderson |     |     |
|                 | 15 | Daniel Sturridge |     | 76e |
|                 | 17 | Eric Dier        |     |     |
|                 | 18 | Jack Wilshere    |     | 56e |
|                 | 21 | Ryan Bertrand    | 52e |     |
| Remplaçants :   |    |                  |     |     |
|                 | 10 | Wayne Rooney     |     | 56e |
|                 | 20 | Dele Alli        |     | 61e |
|                 | 9  | Harry Kane       |     | 76e |
| Sélectionneur : |    |                  |     |     |
| Roy Hodgson     |    |                  |     |     |

| Assistants : Roberto Alonso Fernández Juan Carlos Yuste Jiménez Quatrième arbitre : Antonio Damato Arbitres assistants additionnels : Jesús Gil Manzano Carlos del Cerro Grande Homme du match : Matúš Kozáčik |

### Huitième de finale

#### Angleterre - Islande
| Match 44                                             | Angleterre       | 1 - 2   | Islande                                                    | Allianz Riviera, Nice                          |                                                |
| 27 juin 2016 · 21 h CEST · Historique des rencontres | Rooney 4e (pen.) | (1 - 2) | 6e R. Sigurðsson (Árnason ) · 18e Sigþórsson (Böðvarsson ) | Spectateurs : 33 901 Arbitrage : Damir Skomina | Spectateurs : 33 901 Arbitrage : Damir Skomina |
| 27 juin 2016 · 21 h CEST · Historique des rencontres | Rapport          |         |                                                            | Spectateurs : 33 901 Arbitrage : Damir Skomina | Spectateurs : 33 901 Arbitrage : Damir Skomina |

| Angleterre | Islande |

| Angleterre :    |    |                   |  |     |     |
|                 |    |                   |  |     |     |
| Gardien de but  | 1  | Joe Hart          |  |     |     |
|                 | 2  | Kyle Walker       |  |     |     |
|                 | 3  | Danny Rose        |  |     |     |
|                 | 5  | Gary Cahill       |  |     |     |
|                 | 6  | Chris Smalling    |  |     |     |
|                 | 7  | Raheem Sterling   |  |     | 60e |
|                 | 9  | Harry Kane        |  |     |     |
|                 | 10 | Wayne Rooney      |  |     | 87e |
|                 | 15 | Daniel Sturridge0 |  | 47e |     |
|                 | 17 | Eric Dier         |  |     | 46e |
|                 | 20 | Dele Alli         |  |     |     |
| Remplaçants :   |    |                   |  |     |     |
|                 | 11 | Jamie Vardy       |  |     | 60e |
|                 | 18 | Jack Wilshere     |  |     | 46e |
|                 | 22 | Marcus Rashford   |  |     | 87e |
| Sélectionneur : |    |                   |  |     |     |
| Roy Hodgson     |    |                   |  |     |     |

| Islande :                             |    |                     |     |     |
|                                       |    |                     |     |     |
| Gardien de but                        | 1  | Hannes Halldórsson  |     |     |
|                                       | 2  | Birkir Sævarsson    |     |     |
|                                       | 6  | Ragnar Sigurðsson   |     |     |
|                                       | 7  | Jóhann Guðmundsson  |     |     |
|                                       | 8  | Birkir Bjarnason    |     |     |
|                                       | 9  | Kolbeinn Sigþórsson |     | 76e |
|                                       | 10 | Gylfi Sigurðsson    | 38e |     |
|                                       | 14 | Kári Árnason        |     |     |
|                                       | 15 | Jón Böðvarsson      |     | 89e |
|                                       | 17 | Aron Gunnarsson     | 65e |     |
|                                       | 23 | Ari Skúlason        |     |     |
| Remplaçants :                         |    |                     |     |     |
|                                       | 18 | Teddy Bjarnason     |     | 76e |
|                                       | 21 | Arnór Traustason    |     | 89e |
| Sélectionneurs :                      |    |                     |     |     |
| Lars Lagerbäck et Heimir Hallgrímsson |    |                     |     |     |

| Assistants : Quatrième arbitre : Arbitres assistants additionnels : Homme du match : |

## Séjour et hébergement
Durant la compétition, l'équipe d'Angleterre séjourne à Chantilly dans l'Oise.